# Eigenbeweging

eigenbeweging van de Ster van Barnard

De eigenbeweging van een ster is de verplaatsing van die ster aan de hemel, ten opzichte van de achtergrondsterren. Deze eigenbeweging wordt veroorzaakt doordat de ster en de zon ten opzichte van elkaar bewegen. De eigenbeweging is het grootst als de ster dichtbij staat en een grote werkelijke snelheid ten opzichte van de zon heeft. De eigenbeweging van een ster wordt gewoonlijk aangegeven door de letter μ in boogseconden of milliboogseconden (mas) per jaar in rechte klimming en declinatie.   
De grootste eigenbeweging van alle sterren heeft de Ster van Barnard (10,36 boogseconden per jaar).
Als de afstand van de ster bekend is, kan de eigenbeweging omgerekend worden in de tangentiële snelheid. Deze kan gecombineerd worden met de radiële snelheid om de snelheid van de ster in de ruimte te berekenen.
De schijnbare jaarlijkse beweging van een ster die veroorzaakt wordt doordat de aarde in een baan om de zon beweegt, is de parallax en telt niet als eigenbeweging. Een stilstaande nabije ster heeft wel parallax, maar geen eigenbeweging. Een bewegende nabije ster, zoals de Ster van Barnard, lijkt door de combinatie van eigenbeweging en parallax een golvende baan te beschrijven.

## Ontdekking
De eigenbeweging van sterren is ontdekt in 1718 door Edmond Halley. Hij vergeleek de posities aan de hemel van Aldebaran, Sirius, en Arcturus met de positie van deze sterren in de catalogus van Claudius Ptolemaeus (die waargenomen waren door onder andere Hipparchus) en vond verschillen van meer dan een halve graad die alleen verklaard konden worden doordat sterren bewegen.
In de twintigste eeuw werden eigenbewegingen vooral bepaald met behulp van fotografische platen  die met intervallen van tientallen jaren werden verkregen met dezelfde telescoop. Dit resulteerde na vergelijking van de platen in een blinkcomparator in verschillende stercatalogie met sterren met grote eigenbeweging zoals die van Willem Jacob Luyten. Later konden eigenbewegingen veel nauwkeuriger worden bepaald met behulp van satellieten zoals Hipparcos en Gaia.

## Sterren met grote eigenbeweging
De volgende tabel geeft een lijst met sterren met de grootste eigenbeweging volgens SIMBAD. De meeste van de resultaten zijn verkregen met GAIA.
| # | Ster             | Eigenbeweging (mas/jr) | Eigenbeweging (mas/jr) | Radiële snelheid (km/s) | Parallax (mas) |
| # | Ster             | in Rk                  | in Dec                 | Radiële snelheid (km/s) | Parallax (mas) |
| - | ---------------- | ---------------------- | ---------------------- | ----------------------- | -------------- |
| 1 | Ster van Barnard | -801,551               | 10362,394              | -110,11                 | 546,9759       |
| 2 | Ster van Kapteyn | 6491,223               | -5708,614              | 245,23                  | 254,1986       |
| 3 | Groombridge 1830 | 4002,655               | -5817,800              | -98,01                  | 109,0296       |
| 4 | Lacaille 9352    | 6765,995               | 1330,285               | 8,82                    | 304,1354       |
| 5 | Gliese 1         | 5633,438               | -2334,721              | 25,53                   | 230,0970       |
| 6 | 61 Cygni A       | 4164,209               | 3249,614               | -65,82                  | 285,9949       |
| 7 | 61 Cygni B       | 4105,976               | 3155,942               | -64,25                  | 286,0054       |
| 8 | Lalande 21185    | -580,057               | -4776,589              | -84,64                  | 392,7529       |
| 9 | Epsilon Indi     | 3966,661               | -2536,192              | -40,04                  | 274,8431       |

## Voorgrondsterren
Sommige voorgrondsterren – sterren behorend tot het melkwegstelsel – vertonen zich, vanaf de Aarde gezien, schijnbaar dicht bij veraf gelegen extragalactische stelsels. Zulke schijnbare samenstanden zijn tijdelijk. De eigenbewegingen van de sterren in het melkwegstelsel zorgen ervoor dat er voortdurend schijnbare samenstanden kunnen ontstaan, waarbij een voorgrondster zich enkele eeuwen schijnbaar in een veraf gelegen extragalactisch stelsel bevindt, daarbij de illusie wekkend dat in dit stelsel een extreem heldere supernova te zien is, terwijl het in werkelijkheid een relatief zwakke ster in het melkwegstelsel betreft. Dit is het geval  met voorgrondster HD 16152 dat zich schijnbaar in het stelsel NGC 988 bevindt.